# Benigna z Wrocławia
Benigna z Wrocławia (Trzebnicy), Błogosławiona Benigna lub Święta Benigna (zm. 1241 lub 1259) – mniszka i święta zakonu cysterskiego, błogosławiona Kościoła katolickiego, dziewica i męczennica.

## Żywot
Bł. Benigna najprawdopodobniej pochodziła z rycerskiego rodu z Kujaw, na pewno wstąpiła do zakonu cysterek, prawdopodobnie w Trzebnicy. Według tradycji zginęła śmiercią męczeńską w obronie dziewictwa podczas najazdu Tatarów.
Jej relikwie przechowywano w archikatedrze we Wrocławiu i w siedzibie kapituły włocławskiej.

## Dzień obchodów
Wymieniana w Mszale Gnieźnieńskim z 1555, w Mszale Rzymskim z 1577 oraz w dawnym tekście litanii do Wszystkich Świętych. Dziś ślady jej kultu pozostały żywe tylko na Kujawach i Śląsku. Jej wspomnienie wymieniane było w Brewiarzach wrocławskich.
Wspomnienie liturgiczne Benigny z Wrocławia wyznaczane było między 16 a 19 sierpnia a zgodnie z tradycją cysterską oraz w Kościele katolickim obchodzone jest 20 czerwca.